# سيز (أين)
سيز (بالفرنسية: Cize)‏ هي بلدية فرنسية تقع في إقليم الأين في فرنسا. رمز إنسي لها هو:1106. أما الرمز البريدي لها فهو: 1250.